# Ispra
Ispra là một đô thị và thị xã của Ý. Đô thị này thuộc tỉnh Varese trong vùng Lombardia. Ispra có diện tích km2, dân số theo ước tính năm 2010 của Viện thống kê quốc gia Ý là người. 
Các đơn vị dân cư:
Đô thị Ispra giáp với các đô thị: